# Sesamia albivena
Sesamia albivena là một loài bướm đêm trong họ Noctuidae.